# Glastonbury Tor
Glastonbury Tor è una collina nei pressi di Glastonbury, nella contea di Somerset, in Inghilterra; sulla sua vetta è presente un edificio privo di tetto, la Torre di San Michele, monumento classificato di I grado. L'intero sito è controllato dal National Trust, ed è stato nominato monumento protetto.
La collina, di forma conica, è costituita da strati di calcare e peliti e si innalza nella pianura circostante (Somerset Levels). La sua formazione si deve all'erosione dei più soffici depositi circostanti, che ha lasciato scoperta la cima, composta da roccia arenaria. Le pendici della collina presentano dei terrazzamenti il cui processo di formazione è tuttora ignoto; su di essa sono stati trovati reperti dovuti alla frequentazione umana del sito che risalgono all'età del ferro e all'epoca romana.
Nel corso dei secoli, sulla vetta della collina sono stati costruiti diversi edifici a partire dall'Alto Medioevo e dalla dominazione sassone, che sono stati identificati in una chiesa e in un eremo; sono stati inoltre recuperati i resti di una croce solare risalente al X o all'XI secolo. La chiesa originale, in legno, fu distrutta da un terremoto nel 1275, mentre nel XIV secolo fu costruito un nuovo edificio religioso in pietra dedicato a San Michele. Gli scavi archeologici condotti nel XX secolo hanno cercato di chiarire gli aspetti di fondo del monumento, ma alcuni aspetti della sua storia rimangono sconosciuti. La collina è menzionata nei miti celtici, e in particolare nella mitologia legata alla figura di Re Artù, e presenta un notevole numero di ulteriori associazioni con altri miti e movimenti spirituali.

## Etimologia
L'origine del nome Glastonbury è tuttora sconosciuta. I primi documenti in cui è menzionato il luogo, risalenti al periodo tra il VII e l'VIII secolo, danno all'insediamento il nome di Glestingaburg. Il toponimo Glestinga potrebbe derivare da un termine in lingua inglese antica o da un antroponimo di origine celtica, così come può derivare da una persona o da un gruppo di parentela chiamato “Glast”. La seconda parte del toponimo, -burg, è un antico termine di origine anglosassone che indica un luogo fortificato o isolato su una collina.
Tor è una parola inglese usata per indicare una grande roccia sporgente o una collina, e deriva dal termine torr, usato nell'antico inglese. Il nome celtico della collina era Ynys Wydryn che significa “Isola di vetro”; nei tempi antichi la pianura era allagata e la collina si trasformava da isola a penisola con la bassa marea.

## Geografia

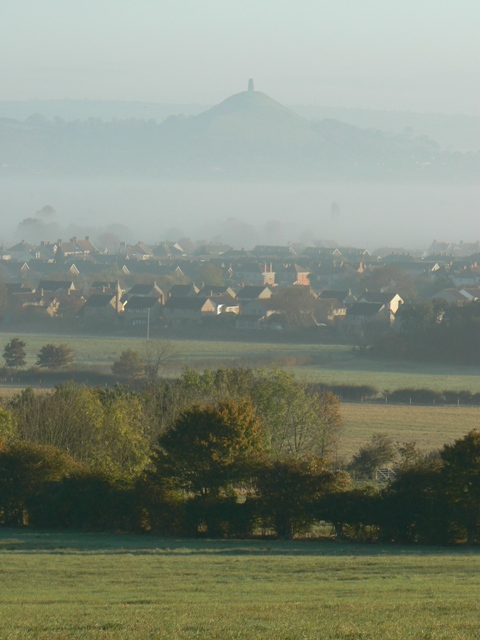
L'abitato di Street e la Glastonbury Tor nella nebbia vista dalla Walton Hill.

La collina si trova nel mezzo dei Summerland Meadows, che fanno parte delle pianure chiamate Somerset Levels, raggiungendo un'altitudine di 158 m, ed è ben visibile a chilometri di distanza. È stata descritta in passato come un'isola, ma attualmente occupa gli estremi occidentali di una penisola circondata su tre lati dal fiume Brue.
La collina è formata da rocce risalenti al Giurassico inferiore, suddivise in diversi strati. Il più elevato di questi è composto da una successione di rocce appartenenti alla formazione geologica chiamata Bridport Sands, che sormontano gli strati che la circondano, risalenti a differenti formazioni. Gli strati superiori hanno protetto dall'erosione quelli inferiori; le acque ricche di ferro del Chalice Well, una sorgente situata alla base dell'altura, hanno impregnato l'arenaria intorno ad esse di ossidi ferrosi, che hanno donato una maggiore resistenza agli agenti atmosferici.
Il terreno umido alla base della collina può produrre un effetto visivo conosciuto come Fata morgana quando l'altura sembra elevarsi dalla nebbia. Questo fenomeno ottico si verifica quando i raggi di luce sono fortemente incurvati dal passaggio attraverso strati d'aria di differenti temperature in condizioni di inversione termica e con la presenza di un condotto atmosferico.

### I terrazzamenti

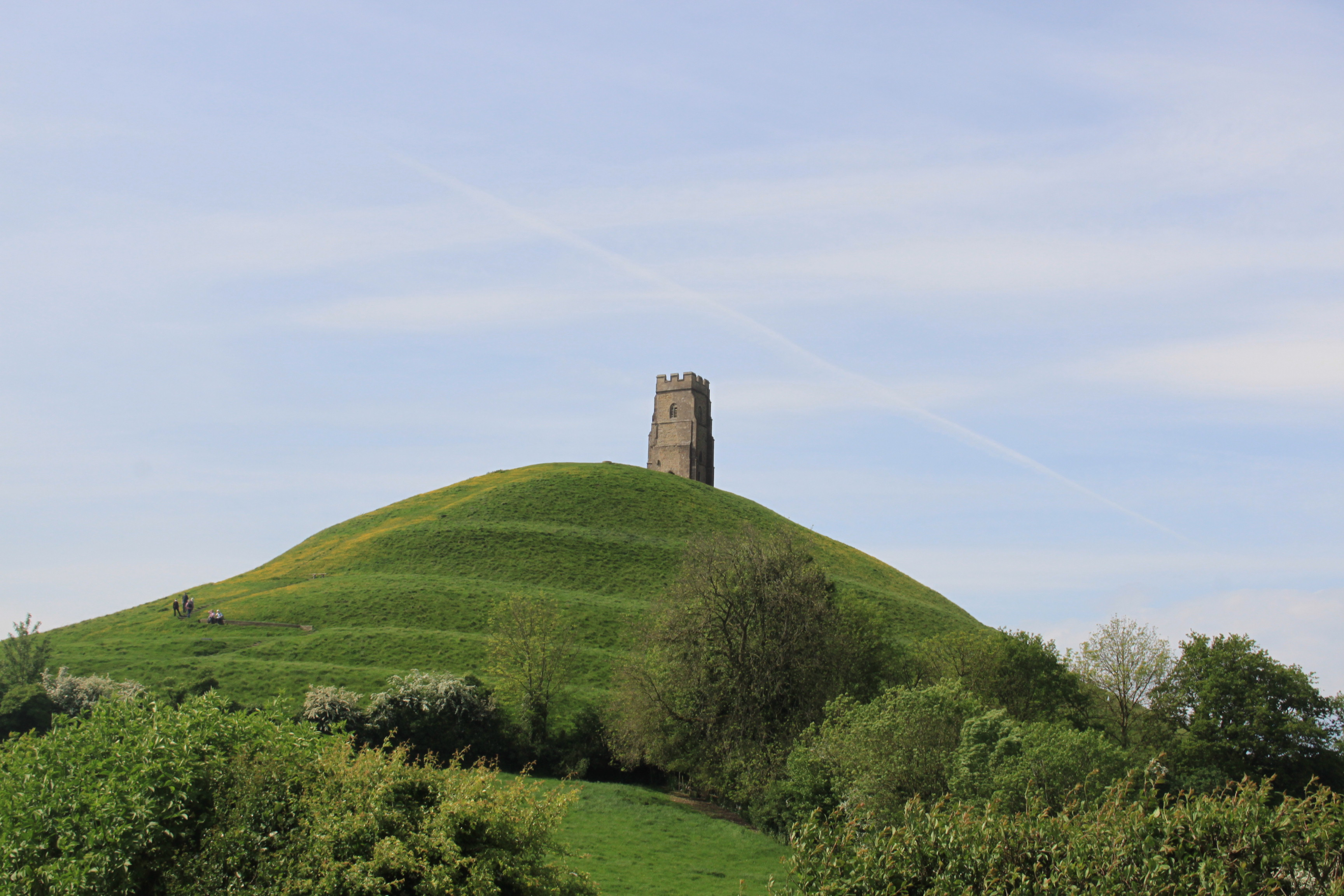
I terrazzamenti della Glastonbury Tor

Le pendici della collina presentano sette terrazze profonde e approssimativamente simmetriche. La loro formazione rimane un mistero con diverse possibili spiegazioni. Potrebbero essersi formate come risultato della differenziazione tra i diversi strati di roccia e argilla, sfruttate in seguito dai contadini durante il Medioevo per la loro maggiore facilità di lavorazione. L'autore Nicholas Mann rifiuta tale teoria, argomentando che, se l'agricoltura è la causa di questo fenomeno, ci si aspetterebbe che gli sforzi si fossero concentrati sul lato meridionale della collina, dove le terre più soleggiate avrebbero potuto fornire una maggior resa; i terrazzamenti hanno invece la stessa profondità sul lato settentrionale, capace di offrire scarsi benefici. Inoltre, nessun'altra altura della penisola è stata terrazzata, nemmeno dove luoghi più riparati avrebbero potuto dare una maggiore ricompensa al lavoro effettuato. In alternativa, i percorsi circolari potrebbero essere stati creati dagli zoccoli degli animali al pascolo.

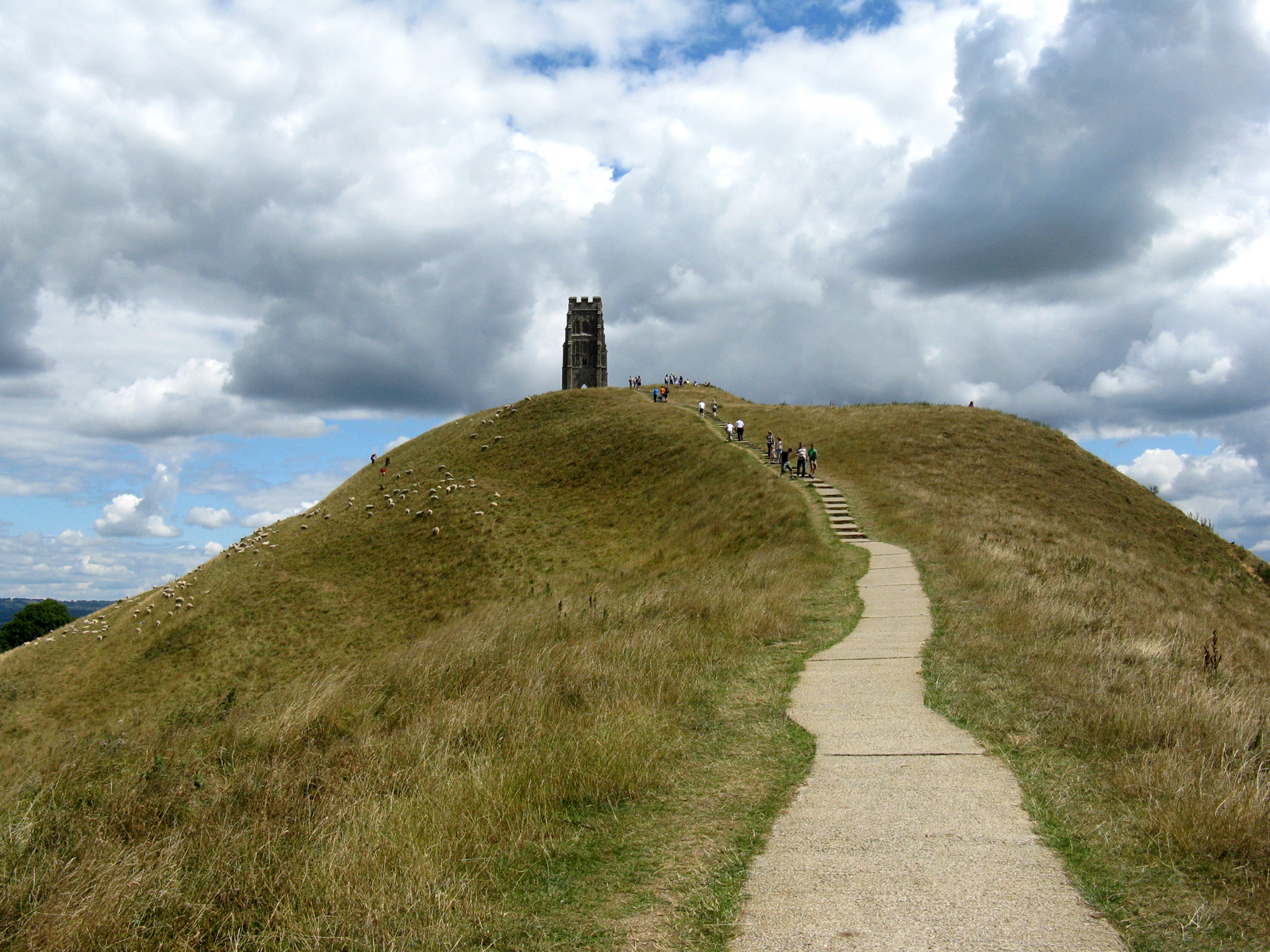
Gli ultimi metri del percorso che porta in vetta alla Glastonbury Tor.

Tra le altre spiegazioni proposte per la presenza dei terrazzamenti figurano quelle che indicano in esse delle opere di carattere difensivo. Altre fortezze d'altura dell'età del ferro, tra cui il vicino Cadbury Castle, presentano tracce di fortificazioni alle loro pendici; la normale forma di un bastione è costituita da un argine e un fossato, ma non c'è alcuna evidenza di tale struttura sulla collina. South Cadbury, uno dei luoghi maggiormente fortificati dell'antica Britannia, presenta tre anelli concentrici di argini e fossati a racchiudere un'area di 18 ettari; al contrario, la Glastonbury Tor presenta sette anelli e uno spazio estremamente ridotto in cima, inadatto a porre al riparo un'intera comunità. È stato inoltre suggerito che la funzione difensiva può essere legata alla Ponter's Ball Dyke, un earthwork situato a circa 1 km di distanza. L'opera è costituita da un terrapieno con un fossato sul suo lato orientale. L'origine e lo scopo della Ponter's Ball non sono chiari; è possibile che fosse parte di un vasto sistema difensivo, in associazione con il terrapieno di New Ditch, a tre miglia a sud-est, che è costruito in maniera simile. L'archeologo Ralegh Radford ha proposto che l'intero sistema facesse parte di un grande santuario celtico, probabilmente risalente al III secolo a.C., mentre altri, tra i quali Philip Rahtz, lo datano all'epoca successiva alla caduta dell'Impero romano d'Occidente e lo mettono in relazione all'occupazione medioevale della Glastonbury Tor; gli scavi archeologici condotti negli anni 1970 sembrano suggerire una data intorno al XII secolo o successiva. Lo storico Ronald Hutton ha ipotizzato che le terrazze fossero ciò che rimane di un percorso a spirale di origine medioevale creato per condurre i pellegrini alla chiesa sulla vetta, smilimente a quanto avveniva per l'Abbazia di Whitby.
Altre ipotesi suggeriscono che i terrazzamenti siano ciò che resta di un labirinto tridimensionale, proposta per la prima volta da Geoffrey Russell nel 1968. Secondo tale scenario il labirinto classico, il cui disegno è molto comune all'interno del mondo neolitico, può essere facilmente trasposto sulla Glastonbury Tor; camminando sui terrazzamenti una persona avrebbe in tal modo raggiungere la vetta attraverso un percorso prestabilito. La valutazione di questa teoria non è semplice: un labirinto avrebbe potuto probabilmente posizionare le diverse terrazze in epoca neolitica, ma la successiva frequentazione del luogo da parte di monaci e contadini avrebbe comportato sostanziali modifiche e non sono stati effettuati scavi archeologici a supporto di tale ipotesi. In un suo recente libro, Hutton afferma che il labirinto non sembra essere un'antica struttura sacra.

## Storia

### Epoca pre-cristiana
Alcuni utensili in selce ritrovati in cima alla collina testimoniano la sua frequentazione, forse stabile, fin dalla preistoria. I vicini resti archeologici del villaggio preistorico chiamato Glastonbury Lake Village furono scoperti nel 1892, testimoniando l'esistenza di un insediamento dell'età del ferro attorno al 300-200 a.C., all'interno di quella che era un'isola tra le paludi facilmente difendibile. Non esistono prove di un'occupazione stabile dell'altura, ma i ritrovamenti, tra i quali diverso vasellame di epoca romana, suggeriscono che questa fosse frequentata su base regolare.
Gli scavi archeologici sulla Glastonbury Tor, condotti da una squadra guidata da Philip Rahtz tra il 1964 e il 1966, hanno portato alla luce le prove dell'occupazione del sito tra il V e il VII secolo. I ritrovamenti includono postholes (buchi di palo), due fuochi della fucina di un fabbro, due sepolture con orientamento nord-sud (e quindi con ogni probabilità non cristiane), frammenti di anfore del VI secolo provenienti dal Mar Mediterraneo e una piccola testa cava in bronzo di probabile origine sassone.

### Insediamenti cristiani

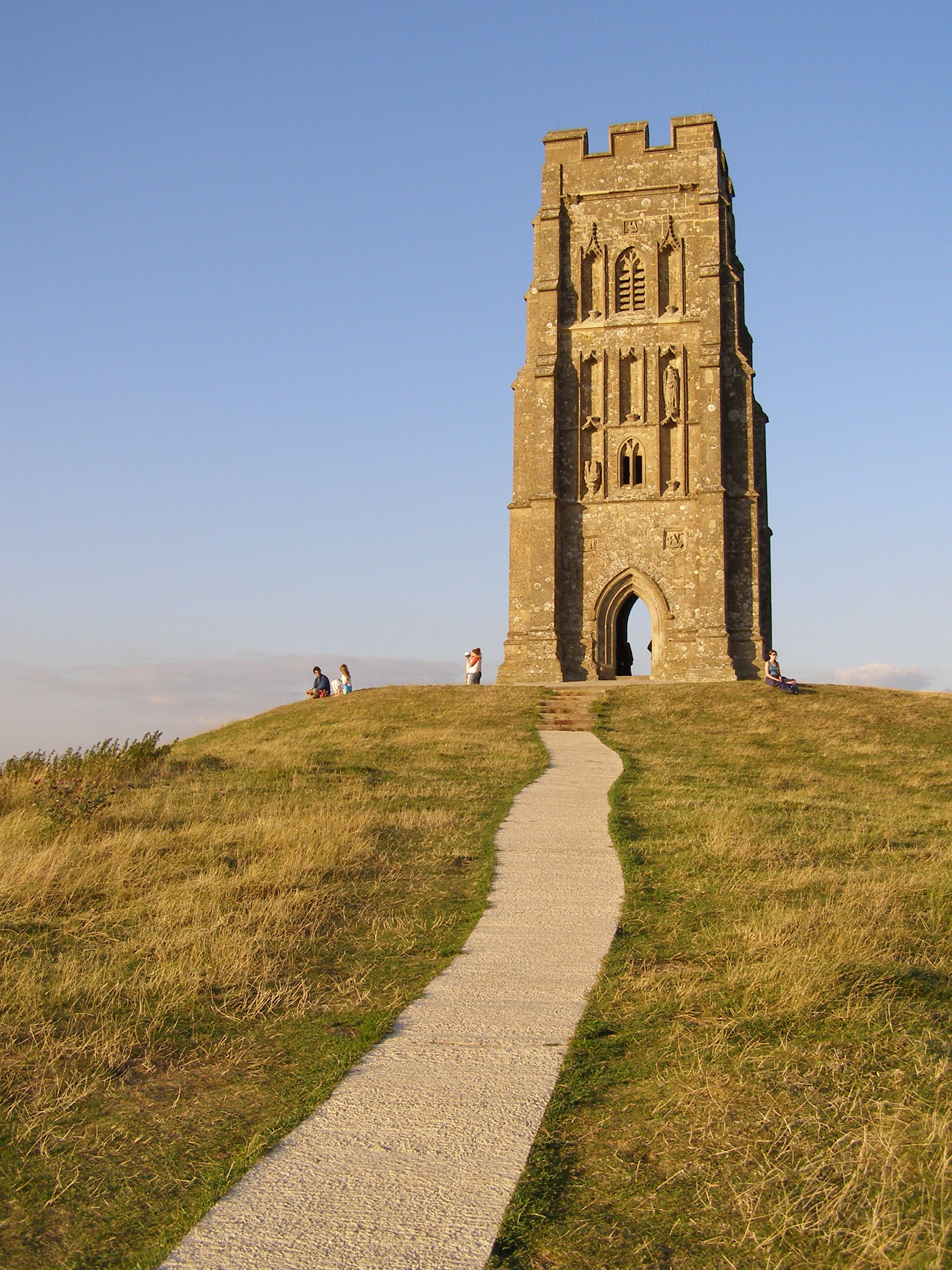
La torre di San Michele

Durante il tardo periodo di dominazione sassone e l'Alto Medioevo furono costruiti almeno quattro edifici sulla vetta della collina. La base di una croce in pietra testimonia l'uso religioso del sito da parte della comunità cristiana in questo periodo, probabilmente con la presenza di un eremo. Parte di una croce solare risalente al X o all'XI secolo è stata trovata ai piedi della Glastonbury Tor; si pensa che si tratti dei resti di una croce che si trovava sulla sommità. Il reperto si trova ora al Museum of Somerset di Taunton.
Sono state individuate le buche di palo dell'antica chiesa in legno, dedicata a San Michele, costruita probabilmente tra l'XI e il XII secolo. Sono state inoltre identificate alcune celle monastiche associate all'edificio.
La chiesa di San Michele fu distrutta da un terremoto l'11 settembre 1275. Il sisma fu sentito a Londra, a Canterbury e in Galles, e distrusse numerose abitazioni e chiese in Inghilterra. Il terremoto ha superato il VII grado della scala Medvedev-Sponheuer-Karnik, ed ha avuto il suo epicentro nell'area compresa tra Portsmouth e Chichester, nel sud dell'Inghilterra.
Una nuova chiesa, anch'essa dedicata a San Michele, fu costruita in pietra locale nel XIV secolo dall'abate Adam di Sodbury, inglobando al suo interno le fondazioni del precedente edificio. Nella chiesa erano presenti vetrate e pavimenti musivi; al suo interno si trovava anche un altare in marmo di Purbeck. È probabile che l'edificio sulla collina fosse relazionato con la vicina abbazia di Glastonbury. Nel 1243 Enrico III concesse i diritti per una fiera di sei giorni nel sito.
La chiesa di San Michele rimase in vetta al Glastonbury Tor fino alla dissoluzione dei monasteri; con l'eccezione della torre, nel 1539 fu demolita. Sulla collina fu giustiziato Richard Whiting, l'ultimo abate di Glastonbury, impiccato, sbudellato e squartato secondo la modalità di pena capitale riservata ai colpevoli di alto tradimento con altri due monaci, John Thorne e Roger James. La torre a tre piani della chiesa è sopravvissuta. Presenta dei contrafforti angolari, mentre sotto il parapetto mostra una targa con un'aquila scolpita.

### Dopo la dissoluzione dei monasteri

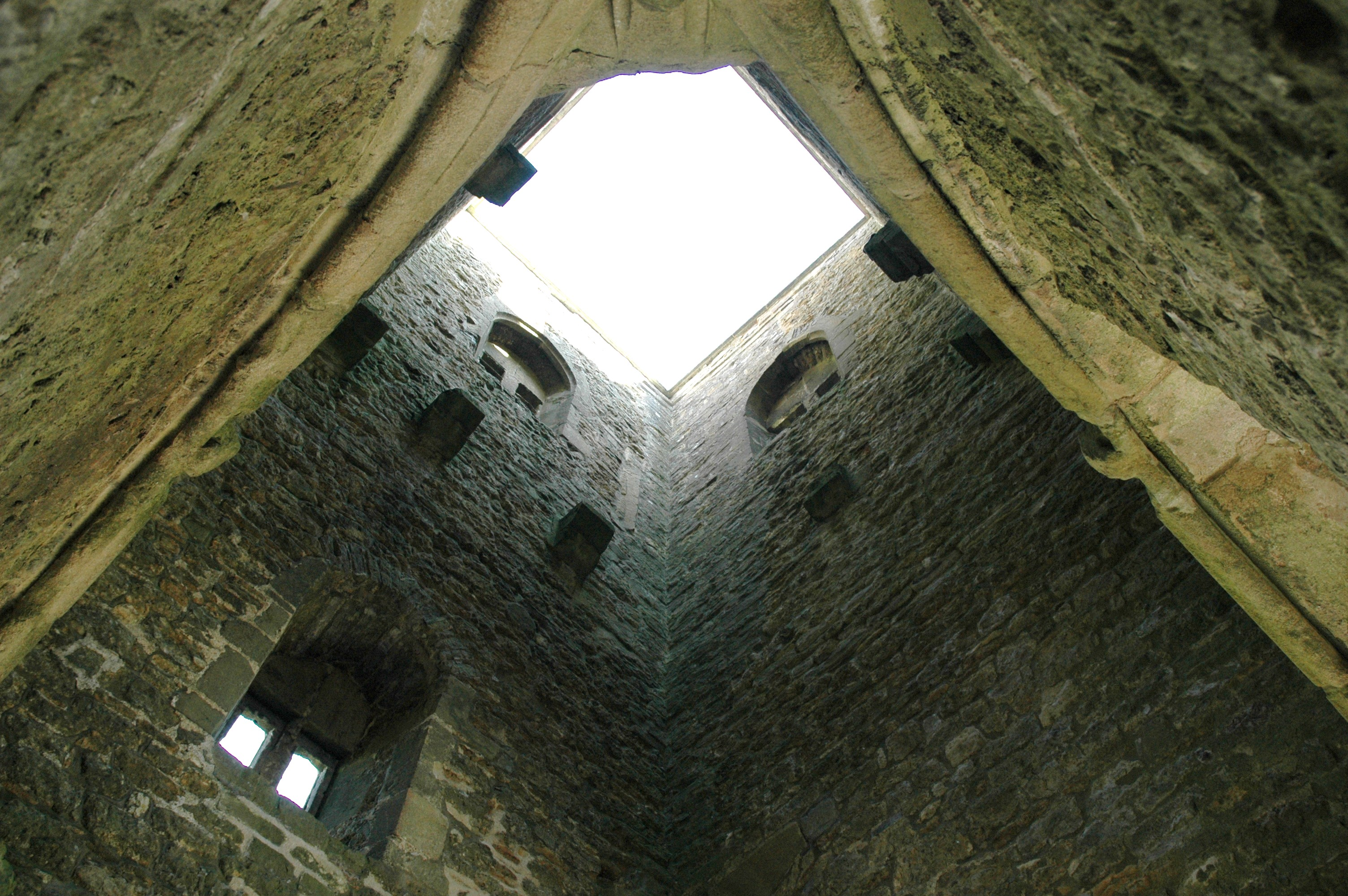
Interno della torre di San Michele.

Nel 1786 Richard Colt Hoare acquistò la collina e finanziò il restauro della torre, facendone ricostruire l'angolo nord-orientale. Attraverso le generazioni la proprietà passò al reverendo George Neville e, in seguito, entrò a par parte del patrimonio del villaggio di Butleigh fino al XX secolo.
Il National Trust ha preso il controllo del sito nel 1933, ma i lavori di restauro furono rinviati fino alla fine della seconda guerra mondiale. Gli scavi degli anni 1960 hanno evidenziato la presenza di fratture nelle rocce della collina, suggerendo la presenza di frane nel passato; questo fatto, unito all'erosione eolica, ha fatto temere il cedimento delle fondamenta della torre, che sono state rinforzate con il calcestruzzo. Anche l'erosione causata dai piedi dei visitatori, in numero sempre crescente, è stata considerata un problema, spingendo alla creazione di sentieri per consentire alle persone di raggiungere la vetta della collina senza danneggiare i terrazzamenti. Dopo il 2000 sono stati completati miglioramenti ai percorsi d'accesso ed altri restauri alla torre, compresa la ricostruzione del parapetto. Sono state sostituite inoltre alcune pietre della muratura danneggiate nel corso dei precedenti lavori.
Una replica della Glastonbury Tor è stata allestita nel corso della cerimonia di apertura dei Giochi della XXX Olimpiade a Londra. Mentre gli atleti entravano nello stadio le loro bandiere venivano esposte sulle terrazze della collina.

## Mitologia e spiritualità

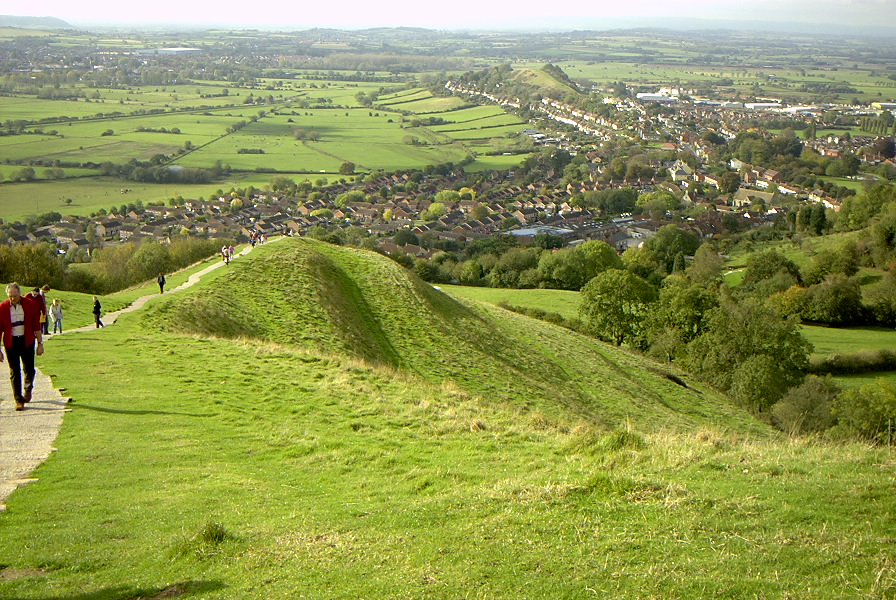
Vista dalla vetta verso la città di Glastonbury.

La collina è stata chiamata in passato Ynys yr Afal (“Isola di Avalon”, probabilmente con il significato di “Isola delle mele”) dagli antichi Britanni e alcuni, tra i quali lo scrittore del XII e XIII secolo Giraldo Cambrense, ritengono sia la Avalon del Ciclo arturiano. La collina è stata associata alla leggendaria isola e al mito di Re Artù fin dalla presunta scoperta delle tombe ben segnalate di quest'ultimo e della regina Ginevra, raccontata dallo stesso Geraldo Cambrense. Lo scrittore Christopher L. Hodapp sostiene nel suo libro The Templar Code for Dummies che la Glastonbury Tor sia uno dei possibili luoghi dove si trova il Graal.
Nel XIX secolo, con il recupero di interesse per la mitologia celtica, la collina è stata associata alla figura di Gwyn ap Nudd, il sovrano dell'Oltretomba (Annwn) e re del Popolo Fatato. In questi miti la Glastonbury Tor è rappresentata come la porta d'ingresso di Annwn o alternativamente di Avalon.
Un mito persistente di origine più recente è quello dello Zodiaco di Glastonbury, un presunto zodiaco astrologico di proporzioni gigantesche che sarebbe stato tracciato sulla terra attraverso siepi e antichi sentieri, nel quale la collina forma una parte della figura che rappresenta l'Aquario. La teoria fu formulata per la prima volta nel 1927 da Katharine Maltwood, un'artista appassionata di occultismo che ipotizzò che lo zodiaco fosse stato costruito approssimativamente 5000 anni prima. La maggior parte dei luoghi indicati da Malwood, però, si trovava all'epoca della data di costruzione indicata sommersa da svariati metri d'acqua, e molte delle componenti della struttura, come i confini dei campi e le strade, sono di origine più recente.
La Glastonbury Tor e i luoghi vicini hanno assunto una particolare importanza anche in alcuni recenti culti della Dea, per i quali la sorgente del Chalice Well rappresenta il flusso mestruale e la collina è vista come un seno o come l'intera figura della Dea. Una processione annuale sale sulla vetta trasportando un'effigie che rappresenta la divinità.